# 이종구 (방송인)
이종구는 YTN의 앵커이다. 2001년에 YTN 공채 7기로 합격하여 기자로서 활동하였다. 2009년부터는 YTN의 아침 뉴스 프로그램인 '뉴스 출발'을 이여진 앵커와 함께 진행하고 있다.

## 방송 사고
2009년 12월 23일 오전 5시 15분에 뉴스 출발을 진행하던 중 방송통신심의위원회의 '지붕뚫고 하이킥!'에 대한 징계에 관한 뉴스 리포팅을 하던 중 '빵꾸똥꾸'라는 대목에서 웃음을 참지 못하고 웃음을 터뜨렸고, 넘겨받은 이여진 앵커도 마찬가지의 상황이 벌어졌다.
이 상황을 본 네티즌들의 평가는 "정말 이건 아닌데요? 새벽 5시 방송 시청자 우롱합니까?","술먹고 방송합니까?"라는 의견도 있었으나 대부분 "빵꾸똥꾸 대박이었어요~","오늘 새벽 빵꾸똥구..아나운서 많이 힘드셨죠?^^" 등의 호의적인 반응을 보였다. 또한 징계하지 말아달라는 반응이 줄을 이었으며, "빵꾸똥꾸 돌발영상에 올려주세요"라는 등의 의견도 올라왔다.
이 사건 이후 네티즌들의 반응을 본 YTN측은 "이 앵커가 자신의 실수와 파장이 커진 것에 대해 많이 당혹스러워 했다"며 "질책도 있었지만 다행히 네티즌 반응이 호의적인 편이라 회사 내부에서도 크게 심려하지 않고 있다"고 전했다. 또 "이번 일을 계기로 해리를 비롯한 시트콤 관계자의 뉴스 출연 섭외에 대해서도 검토 중"이라고 밝혔다. 또한 네이버에 방송사고 당시 모습으로 프로필이 등록되기도 했다.